# Испытание верности
«Испытание верности» — советский кинофильм, снятый в 1954 году Иваном Пырьевым. В основу фильма легла пьеса братьев Тур «Семья Лутониных». Лидер кинопроката СССР, в прокате 1954 года занял 3-е место, собрав и на своих просмотрах 31,9 млн зрителей.

## Сюжет
Кинодрама о непростых человеческих судьбах, о любви и разлуке, измене и преданности, происходящих в семье потомственного рабочего Егора Кузьмича Лутонина.
Андрей Калмыков, муж Ольги, старшей дочери Егора Лутонина, любит другую женщину и вечерами после работы ездит к ней. Андрей очень страдает от такой двойственности, но ничего не может с собой поделать. Наконец любовница ставит Андрею жёсткое условие: либо он разводится с женой, либо навсегда забывает о ней. Набравшись смелости, Андрей идёт домой и во всём признаётся Ольге, которая давно уже обо всём догадывалась. Но Андрей — образцовый работник, член партии и, кроме того, занимает на заводе одну из руководящих должностей, имея личного шофёра. И Ольга оговаривает себя, заявляя в суде, что это у неё есть увлечение «на стороне». Тем не менее, суд развод пока не даёт. Андрей переезжает к любовнице. Вскоре его направляют работать на Чукотку — руководить прокладкой железной дороги. Но едет он туда один, так как любовница не собирается менять столичную жизнь на северные суровые условия. Так Андрей теряет обеих женщин.
Младшая дочь Варя влюбляется в нового инженера на автозаводе, где трудится большая часть членов семьи, и уже решает выйти за него замуж, но Егор Лутонин не спешит давать своё родительское согласие: что-то не нравится ему в этом молодом человеке. Вскоре становится понятно, что опасения не беспочвенны: Варин кавалер присвоил себе изобретение влюблённого в Варю Пети, а спустя немного времени открывается ещё и то, что он выплачивает часть зарплаты по исполнительному листу родной матери. Варя шокирована и подавлена тем, что он оказывается совсем не таким человеком, каким она его себе представляла.
Через некоторое время Варя решает ехать на Алтай осваивать целину, Петя тоже хочет ехать, чтобы быть рядом с ней. Егор Кузьмич не отпускает его с завода, но на прощальном вечере Петя раскрывает свои чувства перед Варей, и в дальнейшем они будут вместе.
В этот же вечер домой к Лутониным приходит бывший шофёр Андрея и рассказывает Ольге о том, что самолёт, на котором летел Андрей, потерпел аварию, и Калмыков находится в больнице. Ольга решает немедленно лететь к нему. В финале фильма она приезжает к нему в больницу, и они снова вместе.
Завершается фильм своеобразной «исповедью» Егора Кузьмича Лутонина перед его старым другом Саввой Викентьевичем Рябчиковым.

## В ролях
- Сергей Ромоданов — Егор Кузьмич Лутонин
- Марина Ладынина — Ольга Егоровна Калмыкова
- Леонид Галлис — Андрей Петрович Калмыков
- Василий Топорков — Савва Викентьевич Рябчиков
- Нина Гребешкова — Варя Лутонина (песню исполняет Вера Красовицкая)
- Александр Михайлов — Петя Гребёнкин
- Станислав Чекан — Вася Жук
- Олег Голубицкий — Игорь Владимирович Варенцов
- Зинаида Руднева — Агния Васильевна
- Николай Тимофеев — Алексей Степанович Бобров
- Юрий Медведев — Фёдор Акимович Ерохин, шофёр
- Маргарита Анастасьева — Ирина, любовница Калмыкова
- Пётр Старковский — Иван Трофимович Шекснин, академик
- Юрий Пузырёв — Мелихов, лётчик

Не указаны в титрах:
- Николай Гладков — Иван Фомич
- Степан Борисов — геолог в Сибири
- Владимир Гуляев — Семаков, командир отряда
- Эдуард Бредун — гость у Лутониных
- Владимир Гусев — гость у Лутониных
- Владимир Земляникин — гость у Лутониных
- Тамара Логинова — гостья у Лутониных
- Владимир Ратомский — гость у Лутониных
- Николай Сморчков — гость у Лутониных
- Николай Никитич — доктор
- Валентин Кулик — студент
- Николай Хрящиков — солдат

## Творческая группа
- Сценарий Ивана Пырьева, братьев Тур (Пётр Тур, Леонид Тур)
- Постановка и режиссура Ивана Пырьева
- Главный оператор: Валентин Павлов
- Художник: Владимир Каплуновский
- Музыка: Исаак Дунаевский
- Текст песен: Михаил Матусовский
- Звукооператор: Вячеслав Лещев
- Монтаж: Анна Кульганек
- Художник по костюмам: Валентин Перелётов
- Директор картины: И. Л. Биц

## О выборе актрисы на главную роль
Фильм стал последним в кинокарьере Марины Ладыниной. В 1953 году, когда Пырьев задумал снимать картину «Испытание верности» (девятую по счёту со своей женой Мариной Ладыниной), внезапно вышел приказ председателя Госкино о том, что режиссёрам запрещено снимать своих жён. Несмотря на такое указание, Пырьев собрал фотопробы других претенденток на главную роль, принёс их в Госкино и спросил: «Неужели эти актрисы выглядят лучше Ладыниной?» И свою жену в итоге отстоял.

## Критика
В целом это интересная и удачная работа. Но в ней есть и ряд серьёзных недостатков. Это прежде всего композиционная незавершенность фильма и некоторый жанровый разнобой. Можно указать и на недостаточно глубокую психологическую мотивировку поступков героев, но это больше относится к просчетам и недостаткам сценария.— Искусство кино, 1955

## Издания
В 2002 году переиздано на VHS. 26 мая 2006 года издательством «Крупный план» издано на DVD.